# Zwanzigeins
Zwanzigeins ist ein Verein, der für eine andere Sprechweise von Zahlworten wirbt. In der deutschen Sprache soll auch die Nennung des Zehners vor dem Einer etabliert werden. Die Zahl 4.321 würde also konsequent vom Großen zum Kleinen ausgesprochen: „viertausend-dreihundert-zwanzig-eins“.
Kritiker sehen gegenüber möglichen Verbesserungen praktische Nachteile bei zwei verschiedenen Sprechweisen.

## Vorgeschlagene Sprechweise
Die gebräuchliche Verdrehung der Leseweise besteht darin, dass die Einerstelle vor der Zehnerstelle ausgesprochen wird, verbunden durch die Silbe „und“. Die Zahl 21 wird also „Ein-und-zwanzig“ (1 und 20) gesprochen, die Zahl 54.321 wird „Vier-und-fünfzig-tausend-drei-hundert-ein-und-zwanzig“ (4 und 50.301 und 20) gelesen, also zunächst die zweite Stelle, dann die erste, die dritte, die fünfte und abschließend die vierte Stelle.
Die vom Verein angestrebte Aussprache ist eben „Zwanzig-eins“ beziehungsweise „fünfzig-vier-tausend-drei-hundert-zwanzig-eins“ (50 4.320 1), womit die Zahlen wie normale Wörter einfach von links nach rechts gelesen würden. Ein ähnlicher Versuch wurde bereits in den 1950er Jahren auf dem Gebiet der DDR unternommen. Damit folgt der Verein einem Vorschlag des deutschen Rechenmeisters Jakob Köbel aus Oppenheim aus dem Jahre 1520.

## Ziel
Der Verein wurde am 14. Juni 2004 von dem Mathematiker Lothar Gerritzen gegründet und hat seinen Hauptsitz in Bochum. Es werden Schulversuche durchgeführt. Gerritzen möchte die Kultusminister von seinem Vorschlag überzeugen. Der Verein bietet Diskussionsveranstaltungen zum Änderungsvorschlag an.
Es ist nicht das Ziel des Vereins, die herkömmliche Art, Zahlen zu sprechen, abzuschaffen. Vielmehr wird eine Parallele der beiden Möglichkeiten angestrebt, wie dies auch in der tschechischen Sprache üblich ist.
Als einen Grund aus dem politischen Bereich nennt Gerritzen die Schwierigkeiten ausländischer Schüler beim Erlernen der verdrehten Weise, Zahlen zu sprechen. In den meisten anderen Sprachen ist die unverdrehte Sprechweise üblich, wie zum Beispiel im Englischen „twenty-one“ oder im Spanischen „veintiuno“. Es sei notwendig, in Blickrichtung auf die EU, Deutschland dem Standard der anderen Länder anzupassen. Nicht nur ausländische, sondern auch deutsche Schüler und Studenten seien den Schülern in anderen Ländern gegenüber benachteiligt, so Gerritzen. Im Mathematikunterricht komme es zu Lernhindernissen und -störungen. Zudem gebe es in der Wirtschaft ernstzunehmende Schäden bei der Datenweitergabe von Zahlen, sogenannte Zahlendreher, die ebenfalls durch das Projekt „Zwanzigeins“ behoben werden könnten. Aufgrund dieser Problemlagen fordert der Verein wissenschaftliche Untersuchungen, die überprüfen sollen, ob durch das Projekt „Zwanzigeins“ tatsächlich Schwierigkeiten reduziert werden oder neue geschaffen werden. Ein Beispiel aus der Unterhaltungsbranche: In einem US-Film (mit Patrick Swayze) kommt ein Revolver .357 Magnum vor. 0,357 Zoll ist das Kaliber = Laufdurchmesser, dies wären 9 mm. Im deutschen Ton wird daraus eine 375 Magnum: „Three fifty-seven“ wurde wörtlich übersetzt zu „drei fünfundsiebzig“. Eine Waffe dieses Kalibers existiert jedoch nicht.

## Kritik
Es wird angezweifelt, ob sich diese Sprechweise in Deutschland durchsetzen kann, weil die herkömmliche Version zu etabliert sei. Einige Kritiker ziehen Parallelen zu der von vielen heftig kritisierten Reform der deutschen Rechtschreibung von 1996. So warnte der Chefredakteur der Deutschen Sprachwelt, Thomas Paulwitz: „Es wäre für die deutsche Sprache nur schwer zu verkraften, nach dem Rechtschreibchaos jetzt auch noch ein solches Aussprachechaos zu schaffen!“